# Albert Colomer Espinet
Albert Colomer Espinet (Terrassa,15 de febrer de 1964) és un economista i àngel inversor català. Actualment, és president d’Autoocupació. Ha dirigit sis edicions del manual Passos i costos per a la posada en marxa d'un projecte d'autoocupació i ha coordinat diverses publicacions i estudis relacionats amb els àngels inversors i la transmissió d'empreses.

## Premis i reconeixements[4]
- Euronews EU Business Personality of the Year 2017[5]
- Early Stage Investor who has been a game changer for Europa 2017, Business Angels (EBAN)